# 응우옌푹미엔찌
응우옌푹미엔찌(베트남어: Nguyễn Phúc Miên Chí/Nguyễn Phúc Miên Trí / 阮福綿寘 완복면치, 1836년 9월 20일 ~ 1888년 12월 18일)는 응우옌 왕조의 황족이다. 민망 황제의 73번째 아들로, 생모는 여빈(麗嬪) 응우옌티투이쭉(阮氏翠竹)이다.

## 생애
민망 17년 음력 8월 10일(1836년 9월 20일), 후에 황성에서 태어났다. 어릴 적에 학문을 좋아하였고, 경서와 사서를 통독하였으며, 책 내용의 큰 뜻을 깨달아 이해하였다.
뜨득 5년(1852년) 음력 2월, 영상군공(베트남어: Vĩnh Lộc Quận Công / 永祿郡公)에 봉해졌다.
동카인 3년 음력 11월 16일(1888년 12월 18일), 사망하니 향년 53세였다. 시호를 공량(恭亮)이라 하였고, 트어티엔부 흐엉투이현 안끄우총(安舊總) 안끄우사(安舊社)에 장사지냈다. 흐엉짜현 푸쑤언총(富春總) 안꽌사(安館社)에 사당을 세우고 제사를 지냈다.

## 자녀
아들 13명과 딸 18명을 두었다. 후예들은 립(立) 자부(字部)를 하사받고 그에 따라 이름을 지었다.

### 아들
- 둘째 응우옌푹홍까인(阮福洪競) - 기외후(畿外侯)를 습봉하였다.

## 참고 문헌
- 《완복족세보(阮福族世譜)》
- 《대남식록》정편(正編) 열전(列傳) 2집(二集) 권7(卷七)